# Norman Watt-Roy

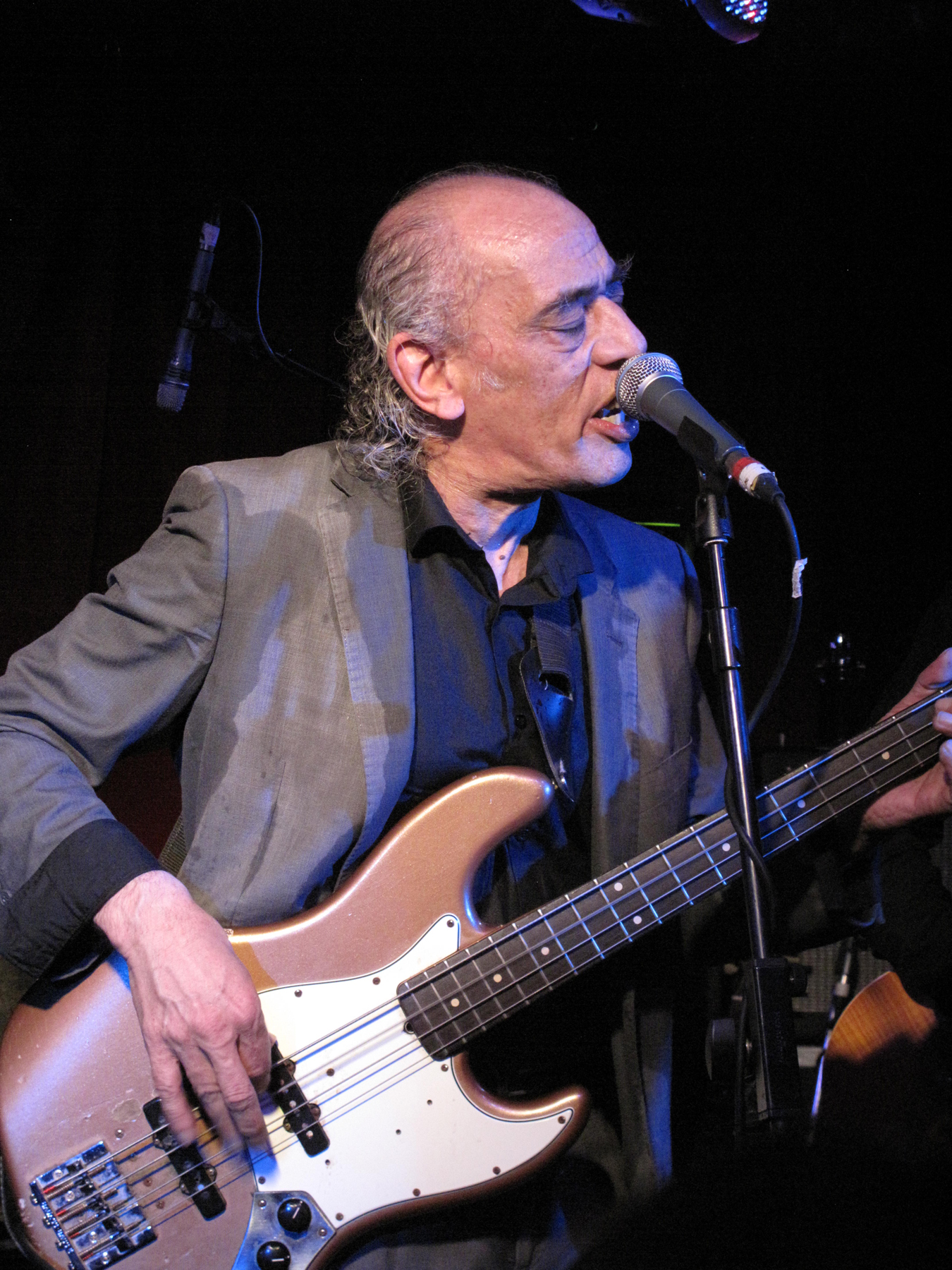
Norman Watt-Roy (2011)

Norman Joseph Watt-Roy (* 15. Februar 1951 in Bombay, Indien) ist ein britischer Musiker, Arrangeur und Komponist. Der Elektrobassist anglo-indischer Abstammung gehörte der Musikgruppe Ian Dury and the Blockheads seit ihrer Gründung in den späten 1970er Jahren an und spielte in den 1980er Jahren als Studiomusiker auf bedeutenden Alben und Singles britischer und anderer Bands und Musiker, darunter Frankie Goes to Hollywood, Roger Daltrey, Madness, The Clash, Wilko Johnson und Nick Cave.

## Leben und Wirken
Norman Watt-Roy wurde 1951 im indischen Bombay geboren und kam im Alter von vier Jahren nach England. Bereits als Teenager begann er durch Vermittlung seines älteren Bruders Garth Watt-Roy, eines Gitarristen, eine professionelle Musikerkarriere in einer Band, die bei Auftritten mäßig bekannter US-amerikanischer Soulbands spielte. Nach eigenen Angaben lernte er dort die Bassläufe bekannter Soul-Musiker wie James Jamerson, Tommy Cogbill und Bernard Odum spielen, was er später als „großartige Grundlage für einen Bassisten“ bezeichnete. Als weiteren Bassisten, von dem er stark beeinflusst wurde, nannte er Paul McCartney. Bei einer US-Tour mit der Steve Miller Band 1970 wurde er von deren Bassisten Gerald Johnson unterrichtet.
Watt-Roy spielte mit seinem Bruder Garth in der Band Living Daylights, die 1967 zwei Singles bei Philips veröffentlichte. Beide Brüder gründeten 1968 die Band The Greatest Show on Earth, mit der das Harvest-Label ein britisches Pendant zu Blood, Sweat & Tears oder Chicago am Markt platzieren wollte. Nach zwei Langspielplatten löste die Band sich 1971 auf, die Wege der Brüder trennten sich. Norman Watt-Roy wurde Mitgründer der Gruppe Glencoe, in der bereits sein späterer Blockhead-Kollege John Turnbull spielte. Für Glencoe kam – ebenfalls nach zwei Alben – 1973 das Aus. Mit Turnbull und den weiteren späteren Blockheads Charley Charles und Micky Gallagher nahm Watt-Roy 1976 für Ronan O’Rahilly, Gründer von Radio Caroline, das Album Loving Awareness auf.
1976 lernte er Ian Dury und Chaz Jankel kennen und formte eine Band mit ihnen, die als Ian Dury and the Blockheads mit dem Debütalbum New Boots and Panties von 1977 bekannt und erfolgreich wurde. Watt-Roy spielte unter anderem Bass auf den Aufnahmen der Singles Sex and Drugs and Rock and Roll und Hit Me With Your Rhythm Stick (1979). Dieser UK-Charts-No.-1-Song ist durch Watt-Roys Sechzehntelläufe geprägt. In dieser Zeit komponierte er den Song Pardon vom Album Laughter und war Koautor der Single-B-Seite You'll See Glimpses. Ohne Ian Dury veröffentlichten die Blockheads 1982 eine Single, auf deren B-Seite Watt-Roy ebenfalls als Koautor angegeben ist.
Im Jahr 1981 half er eine Zeitlang in Paul Youngs Band Q-Tips aus, in der sein Bruder mittlerweile spielte. Weiterhin war er in den 1980er Jahren, oft gemeinsam mit Charlie Charles, dem Drummer der Blockheads, ein gefragter Studiomusiker. Unter anderem spielte er auf dem Album Sandinista! von The Clash, Nick Lowes Debütalbum Jesus of Cool und auf den Singles Relax und Two Tribes von Frankie Goes to Hollywood. In den 1990er Jahren tourte er mit Wilko Johnson und spielte für Madness. Auf einem gemeinsamen Album von Johnson mit Roger Daltrey spielte er Bass und trug als Koautor von Johnson den Song Keep On Loving You bei. Auch auf Schallplatten von Chaz Jankel wird er einige Male als Komponist genannt, unter anderem auf der Single No. 1. Auch spielte er auf dem Debütalbum von Ian Durys Sohn Baxter, das 2002 erschien.
2013 veröffentlichte er sein Solo-Debütalbum Faith & Grace, auf dem er neben Eigenkompositionen auch jeweils einen Song von Ian Dury & the Blockheads sowie Wilko Johnson/Dr. Feelgood interpretierte. Er wirkte weiterhin bei den Blockheads mit, deren Album Same Horse Different Jockey im selben Jahr erschien.

## Rezeption
In einer Konzertrezension für Glencoe konstatierte John Beattie 1973 im Record Mirror: 

„Bassist Norman Watt-Roy führt die Band über einen weiten musikalischen Horizont.“

Nach einem Konzert im Januar 1980, bei dem Ian Dury & the Blockheads als Vorgruppe der Clash auftraten, schrieb Simon Hills in Music Week: 

„Norman Watt-Roy muss derzeit als der beste britische Bassist gelten und das zeigte er in Aylesbury, indem er locker, aber präzise spielte, wobei seine Finger über den Bünden ruhten, als würde sich die Gitarre zu ihm bewegen.“

Im Jahr 2015 erhielt Norman Watt-Roy den British Blues Award für Bass-Spieler.